# 1862 aux échecs
| Années des échecs : 1859 - 1860 - 1861 - 1862 - 1863 - 1864 - 1865    |
| Décennies des échecs : 1830 - 1840 - 1850 - 1860 - 1870 - 1880 - 1890 |

Cet article présente les faits marquants de l'année 1862 aux échecs.

## Événements majeurs
Adolf Anderssen remporte le second tournoi international de l'histoire, à Londres , et il est à nouveau considéré comme le joueur le plus fort du monde.

## Championnats nationaux
- Royaume de Prusse, WDSB : Max Lange remporte la deuxième édition du championnat de la WDSB[Note 1],la première qui permet de déterminer un champion.

## Naissances
- 5 mars : Siegbert Tarrasch, un des meilleurs joueurs de la fin XIXe siècle et du début du XXe.
- 3 mai : Dirk van Foreest, fort joueur et trois fois champion officieux des Pays-Bas.
- 5 juillet : Horatio Caro : Joueur anglais, dont le nom est resté à travers la défense Caro-Kann.
- 12 décembre : Henryk Jerzy Salwe (ou Georg Salwe), fort joueur russe d’origine polonaise.

## Nécrologie
- 25 mai : Henry Thomas Buckle
- 26 septembre : James A. Leonard (en)